# Gipsmühle Mössingen

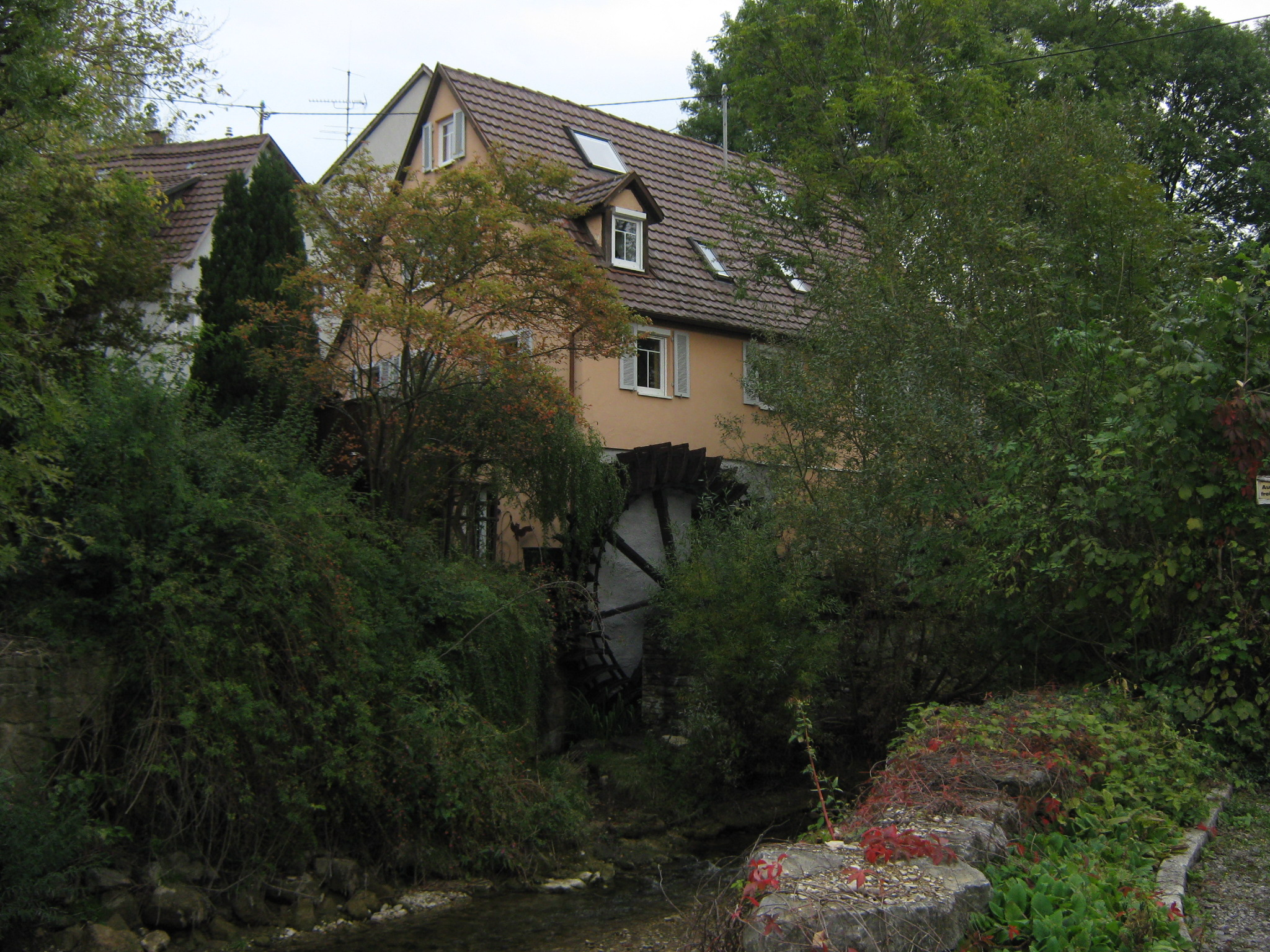
Gipsmühle Mössingen, 2012

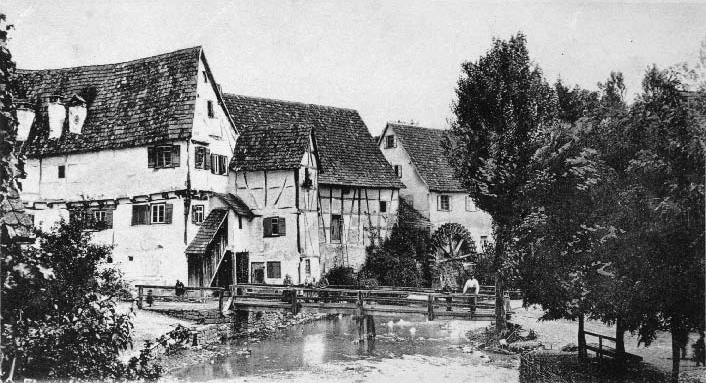
Gipsmühle Mössingen, um 1900

Die Gipsmühle Mössingen ist eine ehemalige Wassermühle an der Steinlach in Mössingen, Spitalgasse 11, die 1933 den Betrieb eingestellt hat.

## Geschichte
Im Gebäude-Kataster von 1823 ist eine zweistöckige Öl-, Schleif- und Gipsmühle mit einer Hanfreibe am Hornsteg aufgelistet, doch lassen historische Flurnamen wie „Mühlgaß“ und „im Unterwässerle“ darauf schließen, dass Geschichte dieser Mühle noch sehr viel früher beginnt. Das heutige Gebäude stammt von 1836 und wurde anfangs auch als Schleifmühle und Hanfreibe genutzt, aber seit 1894 fokussierte man sich dort auf die Gipsherstellung.
Neben der Mühle stand von 1837 bis 1976 eine große Scheune, und daneben der 1908 abgebrannte sogenannte „Spittel“, vermutlich ein ehemaliges Spital, in dem früher mittellose Kranke, Alte und geistig Verwirrte untergebracht waren. Darauf deuten auch die historischen Ortsbezeichnungen „beim Veitenbrunnen“ oder „beim Veitensteg“ hin, nach St. Veit, dem Schutzpatron der Kranken und Leidenden.